# Toni Collada
Antón Lleonardo Collada (n. en Fonz, 1974) es un escritor español en lengua altoaragonesa. Ha cursado estudios de Mecánica Industrial en el instituto Salesiano de Monzón.
Ha escrito relatos cortos en aragonés dialectal de la Baja Ribagorza, entre los que hay que destacar Dos cartas y una llonganiza p'atar (1998) y De bestia…(2000), o los publicados en la revista Fuellas, Fabula del cocho charrador (1999), Diyas de fiesta (2000) y L'onsét bllanco (1999). Ha ganado el primer Premio de novela corta ciudad de Barbastro con El biache. También fue uno de los dos ganadores del Premio literario villa de Siétamo de relatos en aragonés en 1999 con la obra Alfredo Serblán y en 2001 con L'ome. Su último libro es ¿Per qué plloran las estrelas? (2009), novela histórica que transcurre en plena Guerra de la Independencia Española, publicada, como los anteriores, por el Consello d'a Fabla Aragonesa.